# Excidobates
Excidobates (лат.) — род земноводных семейства древолазов подсемейства Dendrobatinae.
Род включает три вида. Два вида, являющихся эндемиками Перу, ранее относили к роду Dendrobates. Третий вид, открытый в 2012 году — эндемик Эквадора.

## Классификация
На февраль 2023 года в род включают 3 вида:
- Excidobates captivus (Myers, 1982) — Крохотный древолаз
- Excidobates condor Alemandariz, Ron ex Brito, 2012
- Excidobates mysteriosus (Myers, 1982) — Загадочный древолаз